# 猪股松之助

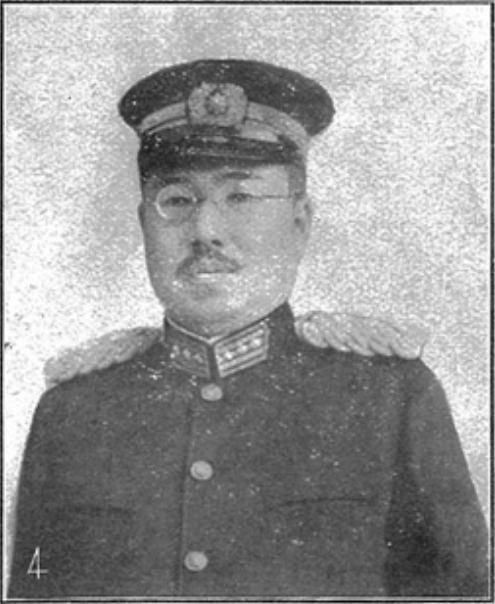
猪股松之助

猪股 松之助（いのまた まつのすけ、1884年（明治17年）2月26日 - 1939年（昭和14年）6月7日）は、台湾総督府官僚。

## 経歴
秋田県由利郡石沢村（現在の由利本荘市）出身。1908年（明治41年）、東京帝国大学文科大学史学科を卒業。1915年（大正4年）、同法科大学政治科を卒業し、高等文官試験に合格した。台湾総督府属、嘉義支庁事務官、台南支庁事務官、台北州警務部長、台南州警務部長、台中州内務部長、花蓮港庁長を歴任し、1931年（昭和6年）に新竹州知事に就任した。
1932年（昭和7年）に退官した後は、台湾青果株式会社常任監査役、同常務取締役を務めた。